# Torneo de Tashkent 2013
El Tashkent Open 2013 es un torneo de tenis que se juega en canchas duras al aire libre. Es la 15.ª edición del Abierto de Tashkent, y forma parte de los torneos internacionales de la WTA. Se llevará a cabo en el Centro de Tenis de Tashkent en Taskent, Uzbekistán, del 7 de septiembre al 15 de septiembre de 2013.

## Cabeza de serie

### Individual
| Tenista            | Ranking | Preclasificada |
| Bojana Jovanovski* | 58      | 1              |
| Lesia Tsurenko     | 61      | 2              |
| Yvonne Meusburger  | 64      | 3              |
| Donna Vekić        | 65      | 4              |
| Alexandra Cadanțu  | 73      | 5              |
| Irina-Camelia Begu | 74      | 6              |
| Galina Voskoboeva  | 77      | 7              |
| Yaroslava Shvedova | 78      | 8              |

- * Jovanovski fue una participante que tardo en entra y por lo tanto paso por la calificación.

### Dobles
| Tenista                        | Ranking | Preclasificada |
| Tímea Babos Yaroslava Shvedova | 121     | 1              |
| Mandy Minella Olga Govortsova  | 138     | 2              |
| Eva Birnerová Irina Buryachok  | 157     | 3              |
| Vesna Dolonc Raluca Olaru      | 178     | 4              |

## Campeonas

### Individual Femenino
Bojana Jovanovski venció a  Olga Govortsova por 4-6, 7-5, 7-6(3)

### Dobles Femenino
Tímea Babos /  Yaroslava Shvedova vencieron a  Olga Govortsova /  Mandy Minella por 6-3, 6-3